# Cēsu alus
Cēsu alus és una empresa cervesera letona, creada l'any 1995 a la ciutat de Cēsis, amb reminiscències a la cervesa produïda des de 1590 al castell de Cēsis.

## Història

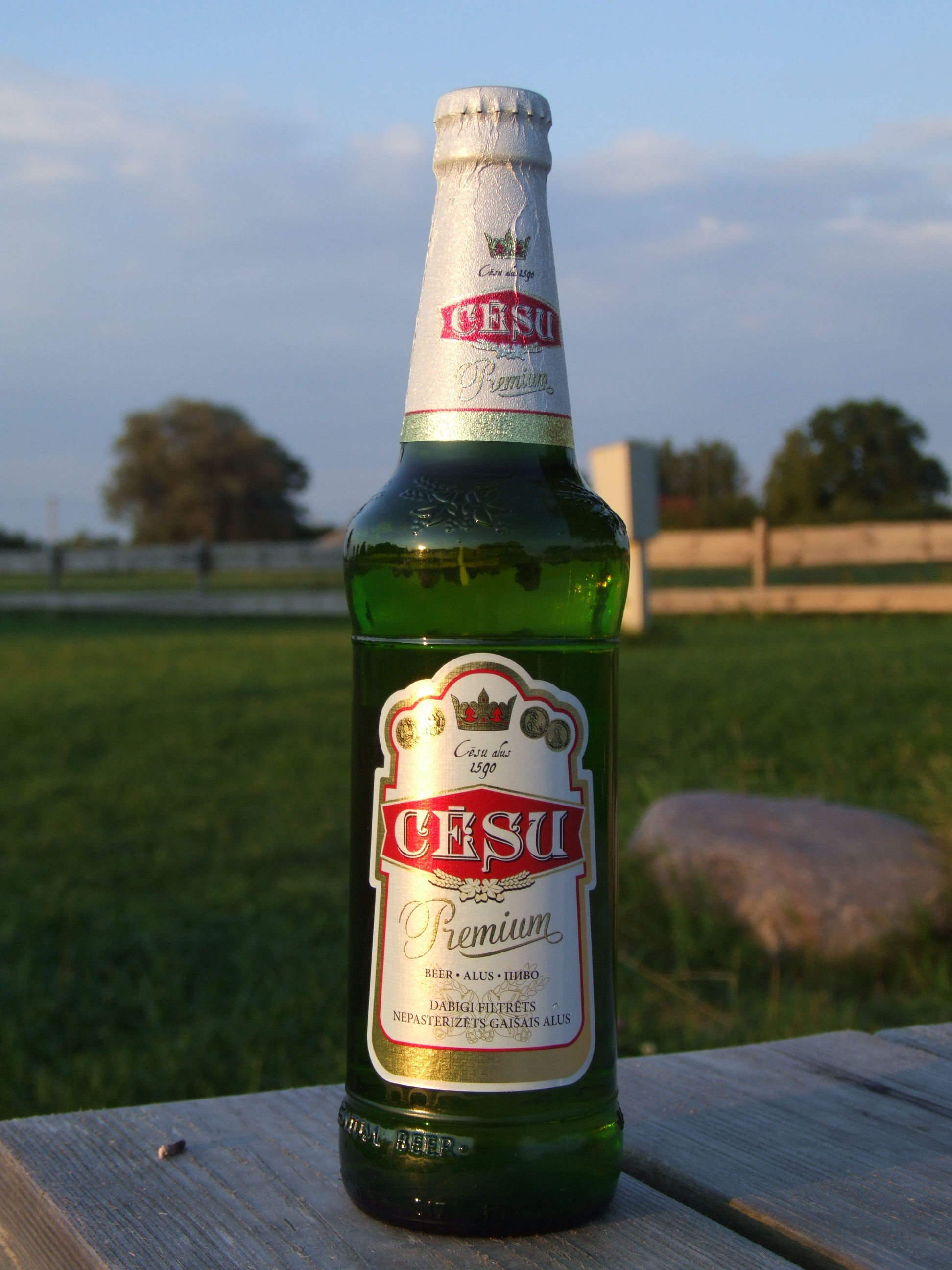
Cervesa Cēsu

Es té constància de la fermentació de cervesa per primera vegada l'any 1590 al castell de Cēsis, sent el primer indret on es produí aquest tipus de cervesa. Durant la primera meitat del segle xvii, la cervesera fou relocalitzada al tercer castell d'avançada. L'any 1878 els històrics edificis cervesers foren construïts i establerts en propietat del comte Emanuel Sievers. L'any 1922, diversos empresaris emprenedors de Cēsis van adquirir la cervesera de Sievers i establiren la societat anònima Augļu dārzs ("Fruit del jardí"). L'any 1940 l'empresa fou nacionalitzada. L'any 1976 s'establí el productor de cervesa industrial Cēsu alus, el qual incorporà fàbriques a Naukšēni i Gulbene. L'any 1995, fou privatitzada i, una vegada més, es convertí en societat anònima. L'any 1999, el productor de cervesa i begudes no-alcohòliques finès Olvi comprà l'empresa. El juliol de 2001 la nova planta cervesera de Cēsis obrí les portes amb una capacitat d'emmagatzematge de 20 milions de cervesa. L'any 2003, Cēsu alus es convertí en la segona cervesera més important a Letònia.